# لازار سنتش
لازار سنتش (مجاری: Lázár Szentes؛ زادهٔ ۱۲ دسامبر ۱۹۵۵) بازیکن سابق و مربی فوتبال اهل مجارستان است.
از باشگاه‌هایی که در آن بازی کرده‌است می‌توان به باشگاه فوتبال دیوری ای‌تی‌او، باشگاه فوتبال لولیتانو، و باشگاه فوتبال ویتوریا ستوبال اشاره کرد.
وی همچنین در تیم ملی فوتبال مجارستان بازی کرده‌است.